# كارلوس تيجاس
كارلوس تيجاس (بالإسبانية: Carlos Tejas)‏ مواليد 4 أكتوبر 1971 في إيكويكو، هو لاعب كرة قدم تشيلي سابق كان يلعب كحارس مرمى. سبق له أن لعب في كأس العالم لكرة القدم مع منتخب بلاده.

## المسيرة الاحترافية

### أندية لعب لها
- نادي كوكيمبو أونيدو
- نادي كوكيمبو أونيدو
- لاسيرينا
- نادي أوهيجينس

## روابط خارجية
- كارلوس تيجاس على موقع الاتحاد الدولي (مؤرشف)  (الإنجليزية)
- كارلوس تيجاس على موقع قاعدة بيانات كرة القدم.إي يو (الإنجليزية)
- كارلوس تيجاس على موقع Soccerway.com (الإنجليزية)